# Stężenie zapachowe
Stężenie zapachowe – stężenie odorantów określane metodami olfaktometrycznymi, wśród których największe znaczenie ma metoda olfaktometrii dynamicznej, opisana w normie PN-EN 13725:2007.
Stężenie zapachowe jest liczbowo równe wartości takiego stopnia rozcieńczenia próbki czystym powietrzem, po którym jest osiągany zespołowy próg wyczuwalności zapachu (umownie – jedna jednostka zapachowa w metrze sześciennym).

## Zasada pomiarów i stosowane symbole
Zgodnie z PN-EN 13725 strumień badanego gazu jest rozcieńczany w olfaktometrze strumieniem czystego, bezwonnego powietrza. W ramach jednego pomiaru jest otrzymywana i prezentowana zespołowi „seria rozcieńczeń” – strumienie o różnym stopniu rozcieńczenia (Z) badanej próbki. Członkowie zespołu (o podobnej, znanej wrażliwości węchu) oceniają zapach i informują:
- czy oceniany zapach jest inny od zapachu powietrza odniesienia (metoda „tak/nie”) albo
- który z kilku (zwykle dwóch lub trzech) wąchanych strumieni nie jest powietrzem odniesienia (różnicowe metody analizy sensorycznej: parzysta lub trójkątowa).

Wielokrotna prezentacja całej serii rozcieńczeń pozwala określić, jak bardzo trzeba rozcieńczyć badaną próbkę, aby prawdopodobieństwo, że członkowie zespołu wyczują jej zapach, było równe 0,5 (zespołowy próg wyczuwalności zapachu). Wyznaczony stopień rozcieńczenia oznacza się symbolem Z50%. Tej bezwymiarowej wielkości nadaje się wymiar stężenia przyjmując, że różnym wartościom progu wyczuwalności zanieczyszczeń różnych badanych próbek (cth w ppm lub µg/m³) odpowiada jednakowe „stężenie zapachowe” (cod,th), równe jednej europejskiej jednostce zapachowej (ang. European Odour Unit, ouE) w metrze sześciennym.
Stężenie zapachowe (stężenie odorantów w badanej próbce; cod) jest większe od progu wyczuwalności Z50% razy:
{\displaystyle c_{od}\ \left[{\frac {ou_{E}}{m^{3}}}\right]=Z_{50\%}\cdot 1\ {\frac {ou_{E}}{m^{3}}}}
Dolny indeks E przy symbolu jednostki zapachowej (Odour Unit, ou) oznacza, że pomiar wykonano zgodnie z normą.

## Oznaczenia i symbole stosowane przed normalizacją
Przed ustanowieniem normy PN-EN 13725:2007 w polskim piśmiennictwie „stężenie zapachowe” określano jako „liczbę jednostek zapachowych” (LJZ, jz/m³) i „liczba jednostek odoru” (LJO, jo/m³). Te pojęcia były wprowadzone jako odpowiedniki określenia Threshold Odour Number (TON, ou/m³).